# Bruce Avolio
Bruce J. Avolio (* 17. Juni 1953) ist ein US-amerikanischer Psychologe. Er lehrt seit 2008 an der University of Washington in Seattle, seit 2013 als Mark Pigott Chair in Business Strategic Leadership.

## Werdegang
Seinen Bachelor in Psychologie erlangte Avolio 1975 an der State University of New York (Oneonta). Er wechselte an die University of Akron (Ohio), wo er 1978 den Masterabschluss in Organisations- und industrieller Psychologie erlangte. 1981 folgte dann an gleicher Universität der Ph.D. Er wechselte an die 
Binghamton University. Hier leistete Avolio die Grundlagenarbeiten für seinen Erfolg. 2001 wechselte Avolio an die Nebraska, wo er bis 2008 den Clifton Chair in Leadership am College of Business Administration der University of Nebraska-Lincoln (UNL) innehatte.
Im Rahmen seiner Lehrtätigkeit leitete er Graduierungsprogramme und von 1998 bis 2000 auch das Global Center for Leadership Studies. Gastprofessuren führten Avolio nach Neuseeland an die Victoria University of Wellington (1999), nach Australien an die Queensland University of Technology in Brisbane (2000–2003), an die National University of Singapore (2000) und auch an die United States Military Academy (2000).

## Arbeiten
Avolio ist international anerkannt für seine Forschungen zur Führungstheorie. Als leitender Angestellter und Investor in Recurrence Inc. beriet Avolio verschiedene US-amerikanische Regierungsbehörden zur Führungsentwicklung. In dieser Rolle beriet er auch verschiedene Wirtschaftsführer auf allen Kontinenten. Ebenfalls zur Führungsentwicklung beriet er die Streitkräfte in den Vereinigten Staaten, Singapur, Schweden, Finnland, Israel und Südafrika. Seine Forschungen zur Beschleunigung der Entwicklung von Führungskräften wurden mit Forschungszuschüssen von mehreren Millionen Dollar unterstützt.
Nach eigenen Angaben begann Avolios Beschäftigung mit Führung, als er seine Tätigkeit im Center for Leadership Studies der Binghamton University in New York aufnahm. Dort beschäftigte sich Bernard M. Bass mit Führung und mit der These von James MacGregor Burns, der zufolge gute Führer die Führungseigenschaften ihrer Anhänger entwickeln sollten. Burns erklärte allerdings nicht, welche Eigenschaften in diesem Fall entwickelt werden sollten. Als Inspirationsquelle nennt Avolio seine frühen Arbeiten im Bereich der Altersforschung, wo er die Veränderung von Menschen im Verlauf der Zeit untersuchte.
Gemeinsam mit Bernard Bass gilt er als der Entwickler des Full Range Leadership Model, wo er die Abgrenzung der Führungsstile nach transaktionaler und transformationaler Führung sowie dem Laissez-Faire-Führungsstil vornahm.

## Ehrungen
1999–2000 wurde er mit dem SUNY-Binghamton Award for Distinguished Scholarly Research, 2013 Avolio mit dem Eminent Leadership Scholar Award Recipient des Network of Leadership Scholars der Academy of Management ausgezeichnet.
Bruce Avolio ist Mitglied der Society for Industrial and Organizational Psychology, Fellow der Academy of Management, der American Psychological Society, der American Psychological Association sowie der Gerontological Society.

## Veröffentlichungen

### Bücher
- Transformational and Charismatic Leadership: The Road Ahead (Elsevier Science, 2002)
- Full Leadership Development: Building the Vital Forces in Organizations (Sage Publications, 1999)
- Developing Potential Across a Full Range of Leadership: Cases on Transactional and Transformational Leadership (Lawrence Erlbaum Associates, 2000)
- Leadership Development in Balance (Lawrence Erlbaum Associates, 2005)
- The High Impact Leader: Moments Matter in Accelerating Leadership Development (McGraw-Hill, 2006) mit Fred Luthans
- Authentic Leadership Theory and Practice (Elsevier, 2006) mit William Gardner und Fred Walumbwa

### Artikel in Fachzeitschriften
- Avolio, B. J., Walumbwa, F. O., & Weber, T. J. (2009). Leadership: Current theories, research, and future directions. In: Annual Review of Psychology, 60, 421–449.
- Avolio, B. J., & Gardner, W. L. (2005). Authentic leadership development: Getting to the root of positive forms of leadership. In: The Leadership Quarterly, 16(3), 315–338.
- Avolio, B. J., Bass, B. M., & Jung, D. I. (1999). Re‐examining the components of transformational and transactional leadership using the Multifactor Leadership. In: Journal of Occupational and Organizational Psychology, 72(4), 441–462.
- Bass, B. M., & Avolio, B. J. (1993). Transformational leadership and organizational culture. In: Public Administration Quarterly, 112–121.